# Federazione calcistica di Saint-Martin
La Federazione calcistica di Saint Martin, ufficialmente Comité de Football des Îles du Nord, fondata nel 1999, è il massimo organo amministrativo del calcio nella parte francese dell'isola di Saint Martin. Essa ha il compito di amministrare calcisticamente anche l'isola di Saint-Barthélemy, che ha un campionato separato da Saint-Martin. Affiliata alla CONCACAF, ma non alla FIFA, essa è responsabile della gestione del campionato di calcio e della nazionale di calcio del suo territorio di sua competenza.